# 苏洛伊
蘇洛伊（英語：Soul Of Ears，縮寫 S.O.E.），是於2016年出道的香港樂團，由主唱暨貝斯手三橋憲太（Kasa）、主唱王家輝（Liam）、吉他手伍偉諾（Ariel Ng）、合成器手袁韋熙（Izzi）、鼓手鍾嘉維（Daniel）和吉他手周始勤（Ken）共六人組成。

## 團員介紹

### 三橋憲太（KASA）
從學生時代組團，一直專注在貝斯演奏和主唱角色。擅長詞曲創作的KASA曾在澳洲雪梨玩團獨立發EP；在日本、韓國為音樂製作人及DJ譜曲寫歌，也曾參與台灣山海屯音樂節、覺醒音樂節，和新加坡House of Van現場。
KASA於2017年加入S.O.E.。另外，KASA是獨立樂隊Seasons for Change主音。

### 王家輝（Liam）
自小受Beyond、LMF啟蒙，受日本樂團Pay Money to My Pain吸引開始自學Scream（吼叫式唱腔）。自組第一個樂團Distortion擔任鼓手，在2010年6月創立樂團Soul Of Ears，擔任主唱。

### 伍偉諾（Ariel Ng）
受日本樂團X Japan音樂啟發，開始學習吉他，中學時曾和Liam共組樂團Distortion。2018年北滘順德仲夏音樂節比賽，獲得最佳吉他手。2019年成為國際吉他品牌斯科特旗下代言人。

### 袁韋熙（IZZI）
6歲開始學古典鋼琴，13歲考取英國皇家音樂學院8級鋼琴優異成績，14歲玩樂團，大學主修鋼琴、入選香港浸大無伴奏室樂合唱團，成為指揮助理。2012年加入S.O.E.，2013年進入DJ圈，2014年休學，全心投身音樂創作及演出。身為S.O.E.的團長，IZZI一手包辦S.O.E.原創詞曲，音樂Mixing and mastering的後製工作。
2015年為DJ MAG百大#46 Tom Swoon Live in HK作Opening DJ。2015年Spinnin' Records東南亞官方發行Mixtape製作人。2018年北滘順德仲夏音樂節比賽最佳鍵盤手。

### 鍾嘉維（Daniel）
2009年在家人鼓勵下和Beyond樂團的音樂感染開始學鼓，中學時期開始策劃樂團演出，並深深受到日本樂隊X Japan音樂影響，2012年8月在香港首屆鼓手大賽中，贏得17歲以下組別冠軍，2014年加入Soul Of Ears，擔任鼓手。
2018年北滘順德仲夏音樂節最佳鼓手。

### Ken 周始勤
因Linkin Park的音樂開始接觸重型音樂，2009年開始學習貝斯參與樂團演奏。2010年在蒲窩青少年樂團決賽中認識了Soul Of Ears的成員。2013年擔任香港獨立樂團逆流的貝斯手。2014年全中國虎牌樂隊龍虎榜廣州區冠軍及北滘順德仲夏音樂節冠軍。推出第一張專輯《繼世說》，舉辦首場南中國巡演，並活躍於中港台大型音樂節，包括迷笛音樂節、山海屯音樂節、美麗南方音樂節、覺醒音樂節等，與不同國際樂團同台演出。
2018年推出第二張專輯《亂世說》，舉辦一連15站的中港台巡迴演出。於最後一站香港站，宣告退出逆流。2018年5月，正式加入Soul Of Ears擔任吉他手。2019成為國際吉他品牌斯科特旗下代言人。

## 歷年作品

### 錄音室專輯
| 發行時間 | 專輯名稱                                              | 發行公司        |
| 2016年   | Collide （页面存档备份，存于） （页面存档备份，存于） | Trem Recordings |
|          |                                                       |                 |

### 單曲
| 發行時間 | 單曲名稱                            | 發行公司        |
| 2018年   | Circles （页面存档备份，存于）      | Trem Recordings |
| 2018年   | The Future （页面存档备份，存于）   | Trem Recordings |
| 2018年   | Fifth of May （页面存档备份，存于） | Trem Recordings |
| 2019年   | 五月五 （页面存档备份，存于）       | Trem Recordings |

## 表演及得獎經歷
- 2016&2017年台灣山海屯音樂節和覺醒音樂祭
- 2017年英雄聯盟瓦羅蘭藝術季 （页面存档备份，存于）音樂創作特別獎
- 2018年北滘順德仲夏音樂節 （页面存档备份，存于）冠軍樂團
- 單曲Not So Worth，攻佔香港iTunes搖滾榜冠軍
- S.O.E Gaming創下香港電台叱吒903豁達推介歌曲榜，連續一個月單週最高播放率的紀錄
- 2019年香港商業電台霹靂903歌托邦vs謝霆鋒大型戶外演出表演樂團

## 外部連結
- Soul of Ears 官方臉書粉絲專頁  （页面存档备份，存于）
- Soul of Ears 官方Streetvoice頻道 （页面存档备份，存于）
- Soul of Ears 官方Youtube頻道 （页面存档备份，存于）